# Объединяющая церковь Кирибати
Объединяющая церковь Кирибати (англ. The Kiribati Uniting Church, KUC) — это христианская протестантская деноминация в Океании.

## Предыстория
В 1968 году состоялась первая генеральная ассамблея конгрегационалистской деноминации «Протестантской церкви островов Гилберта» (англ. Gilbert Islands Protestant Church). В 1979 году, когда острова Гилберта были переименованы в Кирибати, церковь сменила название на «Протестантскую церковь Кирибати» (англ. The Kiribati Protestant Church, KPC)

## История
В 2014 году, после проводимого два раза в год церковного собрания (Maungatabu) на острове Арораэ церковь изменила название на «Объединяющую церковь Кирибати». Церковь имела намерение представлять собой союз нескольких протестантских конфессий Кирибати, включая конгрегационалистов, евангелистов, англиканцев и пресвитерианцев. 

## Разделение
Приблизительно 10 000 членов, в основном конгрегационалисты, не приняли объединение и воссоздали самостоятельную и отдельную Протестантскую церковь Кирибати. С 2014 по 2017 год продолжался судебный процесс по принадлежности наименования церкви.

## Структура
Главой церкви, которого называют «модератором», является Рейрей Курааби (Reirei Kouraabi). Пасторы церкви проходят обучение в теологическом колледже Тангинтебу, принадлежащем церкви.

## Социальное служение
Церковь проводит программы для молодежи по предотвращению распространения ВИЧ/СПИД и передаваемых половым путём болезней посредством проекта «Христианская жизнь молодежи» (англ. Youth Christian Living, YCL) при финансировании от Всемирного совета церквей, распределяемом через Тихоокеанский совет церквей.

## Статистика
Церковь насчитывает примерно 25 000 членов и 136 общин. Церковь является второй по величине религиозной группой в Кирибати и составляет примерно 21% населения страны. В церкви 209 пасторов. Большинство членов церкви — рыбаки или заготовители копры. Число членов уменьшается с момента переезда 2014 года. Церковь представляет приблизительно одну треть населения страны.

## Внешние сношения
Церковь является членом Всемирного совета церквей, Всемирного сообщества реформатских церквей и Совета Всемирной миссии.  

## Внешние ссылки
kiribatiunitingchurch.org.nz (англ.) — официальный сайт Объединяющая церковь Кирибати